# Oberland (Birstein)
Oberland war eine kurzlebige Gemeinde auf dem Gebiet der heutigen Gemeinde Birstein im Main-Kinzig-Kreis in Hessen.

## Geschichte
Im Zusammenhang mit der Gebietsreform in Hessen schlossen sich die bis dahin selbstständigen Gemeinden Lichenroth, Mauswinkel, Völzberg, Wettges und Wüstwillenroth am 1. Juli 1971 freiwillig zur Gemeinde Oberland zusammen. Sämtliche fünf Ortsteile hatten zusammen 1230 Einwohner. Der Sitz des Bürgermeisters war Wüstwillenroth.
Bereits im Mai 1972 wurde von Seiten der hessischen Landesregierung ein Anhörungsverfahren eingeleitet mit dem Ziel, den Zusammenschluss der bisherigen Gemeinden Birstein (mit Ortsteilen), Katholisch-Willenroth und Oberland zu einer neuen Großgemeinde herbeizuführen. Hintergrund war die aus Sicht des Landes unzureichende Verwaltungs- und Finanzkraft der Gemeinde Oberland. Die Eingliederung der Gemeinde Oberland in die Gemeinde Birstein erfolgte schließlich kraft Landesgesetz mit Wirkung vom 1. Juli 1974. Katholisch-Willenroth wurde am 1. Juli 1972 in den Landkreis Schlüchtern um- und in die Stadt Salmünster eingegliedert.
„Überlebt“ hat der Name der insgesamt nur drei Jahre existierenden Gemeinde bis heute in der Umgangssprache sowie in der Bezeichnung verschiedener lokaler Gewerbebetriebe und Vereine.